# 쓰가루선
쓰가루선(일본어: 津軽線)은 동일본 여객철도 노선 하나이다. 일본 아오모리현 아오모리시에 있는 아오모리역과 아오모리 현 히가시쓰가루군 소토가하마정에 있는 민마야역을 잇는다.
전철화 구간은 혼슈와 홋카이도를 잇는 쓰가루 해협선(일본어: 津軽海峡線) 일부였으나, 2016년 3월 26일의 홋카이도 신칸센 개업에 따라 재래선으로서 가이쿄 선과 직결 운행되는 열차는 화물 열차·단체 임시 열차만이다. 따라서 쓰가루 해협선의 명칭은 폐지되었다.

## 역사
1922년(다이쇼 11년)의  개정 철도 부설법 별표 제2호에 규정하는 예정선 “아오모리현 아오모리에서 미우마야, 고도마리를 거쳐 고쇼가와라에 이르는 철도의 일부에 해당한다. 쓰가루 반도를 말굽 모양으로 둘러싼 철도선 중 서쪽 고쇼가와라역 - 쓰가루 나카사토역 사이는 1930년에 쓰가루 철도선으로 개업했지만, 동쪽의 쓰가루선은 태평양 전쟁 후의 개업하여 1951년에 아오모리역 - 가니타역간, 1958년에 가니타역 - 미우마야역간이 개업한다..
쓰가루선은 세이칸 터널의 혼슈 측 노선으로 정비되어, 아오모리역 - 신나카오구니 신호장간의 설비의 증설이 이루어졌다. 이로써 쓰가루선은 혼슈와 홋카이도를 연결하는 대동맥의 일부가 되었다.

### 연표
- 1951년(쇼와 26년) 12월 5일 : 일본 국유 철도(국철)가 아오모리역-기타역 간(27.0km)을 쓰가루선으로 신규 개업. 아부라카와역・오쿠나이역・우시로가타역・요모가타역・세헤지역・가니타역 개업.
- 1958년(쇼와 33년) 10월 21일 : 가니타역 - 미우마야역 간 (28.8 km)을 연장하여 전선 개업. 나카오구니역·오다이라역·쓰가루후타마타역·오카와다이역·이마베쓰역·미우마야역 개업.
- 1959년(쇼와 34년) 11월 25일 : 쓰가루미야타역·히다리세키역·나카사와역·고사와역 개업.
- 1960년(쇼와 35년) 12월 10일 : 쓰가루하마나역 개업.
- 1984년(쇼와 59년) 2월 1일 : 화물 영업 폐지.
- 1987년(쇼와 62년) 4월 1일 : 국철분할민영화에 의해 JR 동일본이 승계.
- 1988년(쇼와 63년) 3월 13일 : 홋카이도 여객 철도 가이쿄선 개업에 따라, 아오모리역-신나카오코니 신호장 간 교류전철화. 신아부라카와 신호장·신나카오구니 신호장 신설. 일본 화물 철도가 아오모리 역 - 신나카오구니 신호장 (33.7 km)에서 제2종 철도 사업 개시 (4년만의 화물 영업 재개).
- 1991년(헤이세이 3년) 3월 16일 : 미우마야역을 "미우마야"에서 "민마야"로 역명 변경.
- 2016년(헤이세이 28년)
  - 1월 1일 : 홋카이도 신칸센의 개업 준비에 따라, 가니타 - 민마야 간 운휴, 일부 버스 대행 실시[2][3].
  - 3월 22일 -  25일 : 홋카이도 신칸센 개업 준비에 따라 특급 '하쿠초', '슈퍼 하쿠초', 급행 '하마나스' 운휴 (공식 폐지일은  26일). 보통열차·화물열차에 대해서는 거의 평상대로 운행되었다.
- 2019년(헤이세이 31년) 4월 29일 : 지령 업무를 JR 홋카이도 하코다테 지령 센터에서 모리오카 종합 지령실로 이관해, 운행 관리의 위수탁을 해소. 동시에 신나카오구니 신호장 - 민마야역 사이를 CTC화.
- 2020년(레이와 2년) 3월 14일 : 아오모리역 - 가니타역 간 1인 승무 개시.
- 2021년(레이와 3년) 3월 13일 : GV-E400계 영업 운전 개시[4].
- 2022년(레이와 4년)
  - 3월 12일 : 시간표 개정으로 모든 정기 열차에 1인 승무 실시[5].
  - 8월 3일 : 이 날과 8월 9일의 폭우로 인해 설비에 피해가 발생하여 가니타역 - 민마야역 간 여객 열차 휴무 (가이쿄선을 운행하는 화물열차는 운행 계속)[6][7]. 또한 JR 동일본 모리오카 지사는 "쓰가루선 복구까지 1개월 이상 걸릴 전망"이라고 같은 해 8월 11일에 표명했다[8]. JR 동일본은 당초 3일 폭우로 인한 피해로 "복구까지 10일 전후가 걸릴 전망"[9]이라고 표명했지만 9일 폭우로 피해가 커졌다.
  - 8월 22일 : 가니타 - 민마야 간 버스 대행 시작. 운행은 1일 3왕복 6회[10].
  - 12월 19일 : 가니타 - 민마야 간 복구에 최소 6억엔의 비용이 걸릴 전망을 밝히는 동시에 폐지 가능성을 포함해 지자체와 협의를 개시할 것을 발표[11].
- 2023년(레이와 5년)
  - 9월 1일 : 이마베쓰정은 존폐 협의로, 가니타역 - 민마야역 구간 중, 쓰가루후타마타역-민마야역에 대해서 버스, 승합 택시로 대체하는 일부 전환을 용인하였다[12].
- 2024년(레이와 6년)
  - 5월 23일 : 이마베쓰정에서 가니타역 - 민마야역 간의 복구 단념을 표명[13].

## 역 목록
| 역 이름             | 일본어 이름    | 거리 | 접속 노선                                    | 소재지     | 소재지        | 소재지                       |
| ------------------- | -------------- | ---- | -------------------------------------------- | ---------- | ------------- | ---------------------------- |
| 아오모리            | 青森           | 0.0  | 오우 본선 아오이모리 철도: 아오이모리 철도선 | 아오모리현 | 아오모리시    | 아오모리시                   |
| 신아부라카와 신호장 | 新油川信号場   | 4.4  |                                              | 아오모리현 | 아오모리시    | 아오모리시                   |
| 아부라카와          | 油川           | 6.0  |                                              | 아오모리현 | 아오모리시    | 아오모리시                   |
| 쓰가루미야타        | 津軽宮田       | 9.7  |                                              | 아오모리현 | 아오모리시    | 아오모리시                   |
| 오쿠나이            | 奥内           | 11.5 |                                              | 아오모리현 | 아오모리시    | 아오모리시                   |
| 히다리세키          | 左堰           | 13.1 |                                              | 아오모리현 | 아오모리시    | 아오모리시                   |
| 우시로가타          | 後潟           | 14.7 |                                              | 아오모리현 | 아오모리시    | 아오모리시                   |
| 나카사와            | 中沢           | 16.8 |                                              | 아오모리현 | 아오모리시    | 아오모리시                   |
| 요모기타            | 蓬田           | 19.1 | 히가시쓰가루군                               | 아오모리현 | 요모기타촌    |                              |
| 고사와              | 郷沢           | 21.1 | 히가시쓰가루군                               | 아오모리현 | 요모기타촌    |                              |
| 세헤지              | 瀬辺地         | 23.4 | 히가시쓰가루군                               | 아오모리현 | 요모기타촌    |                              |
| 가니타              | 蟹田           | 27.0 | 히가시쓰가루군                               | 아오모리현 | 소토가하마정  |                              |
| 나카오구니          | 中小国         | 31.4 | 히가시쓰가루군                               | 아오모리현 | 소토가하마정  | 홋카이도 여객철도: 가이쿄 선 |
| 신나카오구니 신호장 | 新中小国信号場 | 33.7 | 히가시쓰가루군                               | 아오모리현 | 소토가하마정  | 가이쿄 선 분기점             |
| 오다이              | 大平           | 35.0 | 히가시쓰가루군                               | 아오모리현 | 소토가하마정  |                              |
| 쓰가루후타마타      | 津軽二股       | 46.6 | 히가시쓰가루군                               | 아오모리현 | 이마베쓰정    |                              |
| 오카와다이          | 大川平         | 48.6 | 히가시쓰가루군                               | 아오모리현 | 이마베쓰정    |                              |
| 이마베쓰            | 今別           | 51.0 | 히가시쓰가루군                               | 아오모리현 | 이마베쓰정    |                              |
| 쓰가루하마나        | 津軽浜名       | 52.7 | 히가시쓰가루군                               | 아오모리현 | 이마베쓰정    |                              |
| 민마야              | 三厩           | 55.8 | 히가시쓰가루군                               | 아오모리현 | 소토가하마 정 |                              |